# Hotel da incubo Italia
Hotel da incubo Italia è stato un programma televisivo italiano di genere reality, basato sull'omonima versione statunitense condotto da Gordon Ramsay, prodotto da Discovery Italia per NOVE tra il 2015 e il 2016, in cui il cuoco Antonello Colonna cerca di salvare degli alberghi sull'orlo del fallimento.

## Prima stagione
| Episodio | Albergo                           | Località            | Prima TV         | Telespettatori | Share | Fonti |
| -------- | --------------------------------- | ------------------- | ---------------- | -------------- | ----- | ----- |
| 1        | Hotel Villa Bonera                | Nervi               | 25 ottobre 2015  | 567 000        | 2,10% | [ 1 ] |
| 2        | Hotel Cervo                       | Somma Lombardo      | 1º novembre 2015 | 262 000        | 1,00% | [ 2 ] |
| 3        | Perla Hotel                       | Casalabate          | 8 novembre 2015  | 364 000        | 1,30% | [ 3 ] |
| 4        | Hotel Roma                        | Salsomaggiore Terme | 15 novembre 2015 | 276 000        | 1,00% | [ 4 ] |
| 5        | Hotel Rendez Vous                 | Châtillon           | 22 novembre 2015 | 266 000        | 1,00% | [ 5 ] |
| 6        | Lake Como Youth Hostel La Primula | Menaggio            | 29 novembre 2015 | 282 000        | 1,00% | [ 6 ] |
| Media    | Media                             | Media               | Media            | 336 000        | 1,23% |       |

## Seconda stagione
| Episodio | Albergo                   | Località              | Prima TV          | Telespettatori | Share | Fonti  |
| -------- | ------------------------- | --------------------- | ----------------- | -------------- | ----- | ------ |
| 1        | Hotel Pian delle Vigne    | Praia a Mare          | 8 settembre 2016  | 270 000        | 1,20% | [ 7 ]  |
| 2        | Hotel Ariston             | Fidenza               | 8 settembre 2016  | 267 000        | 1,30% | [ 7 ]  |
| 3        | Hotel Mango               | Francavilla sul Sinni | 15 settembre 2016 | 275 000        | 1,10% | [ 9 ]  |
| 4        | Agriturismo La Mela Rossa | Terni                 | 22 settembre 2016 | 251 000        | 1,00% | [ 10 ] |
| 5        | Dimora Storica Urbana     | Roma                  | 29 settembre 2016 | 283 000        | 1,10% | [ 11 ] |
| 6        | Hotel Villa Dori          | Mestre                | 6 ottobre 2016    | 307 000        | 1,10% | [ 12 ] |
| 7        | Hotel Stella d'Italia     | Rimini                | 13 ottobre 2016   | 347 000        | 1,30% | [ 13 ] |
| 8        | Hotel Pixunte             | Policastro Bussentino | 20 ottobre 2016   | 255 000        | 0,90% | [ 14 ] |
| Media    | Media                     | Media                 | Media             | 282 100        | 1,12% |        |